# ヒリンドン・ボロFC
ヒリンドン・ボロ・フットボールクラブ（Hillingdon Borough Football Club）はイングランド、ロンドン、ヒリンドン、を本拠地とするサッカークラブチームである。2010-2011シーズンはスパルタン・サウスミッドランズ・プレミアディヴィジョン（9部相当）に所属。
borough をイギリスでは /ˈbəroʊ/ とは読みません /ˈbʌrə/ です。 ボロ、ボロウ、ボロー /ˈbəroʊ/ はアメリカの発音です。 イギリスの名前にボロを当てるのは誤り。

## 歴史
1872年にイェウスレー・フットボールクラブ（Yiewsley F.C.）として創設された。創設当時はウェスト・ドライトン&イェウスレー（West Drayton & Yiewslay）に本拠地を置き、ホームグラウンドとしてリース・スタジアム（Lees Studium）を使用していた。その後、1951年に地域リーグのデルフィアンリーグに参加。1954年からはコリンシアンリーグに参加している。1956-1957シーズンに同リーグで優勝しクラブ初のタイトルを獲得した。1964年に本拠地をロンドンのヒリンドンに移す。それに伴いクラブの名称をヒリンドン・ボロFC（Hillingdon Borough）に改めている。1980年代に入り、1984年に名称をヒリンドンFC（Hillingdon）と3度めの名称変更をしたが、後にバーナムFC（Burnham F.C.）と合併し、1984-1985シーズンはバーナム&ヒリンドンFC（Burnham & Hillingdon F.C.）として参加している。このクラブにおいては1987年に名称を変更し、ヒリンドンという名前を取り除いてしまったため、1872年からのルーツをもつクラブは事実上消滅してしまったが、1990年に新たにヒリンドンを本拠地に置くヒリンドン・ボロFC（Hillingdon Borough F.C.）というクラブが誕生し、現在に至っている。
Yiewsley は /juːzli/ と読みます。 「イェウスレー」は誤り。 カナを当てるなら「ユーズリ」。

## 名称変更
- 1872-1964 イェウスレーFC
- 1964-1984 ヒリンドン・ボロFC
- 1984- ヒリンドンFC
- 1990-現在 ヒリンドン・ボロFC

## タイトル

### 国内タイトル
イェウスレー（1872-1964）
- コリンシアンリーグ:1回

1956-1957
ヒリンドン・ボロ（1990-現在）
- サウザンリーグカップ:1回

2007-2008

### 国際タイトル
- なし